# Laboulbeniales
Laboulbeniales är en ordning svampar som ingår i klassen Laboulbeniomycetes, divisionen sporsäcksvampar och riket svampar.

## Systematik
Ordningen är uppdelad i fyra familjer: Ceratomycetaceae, Euceratomycetaceae, Herpomycetaceae och Laboulbeniaceae

## Källor

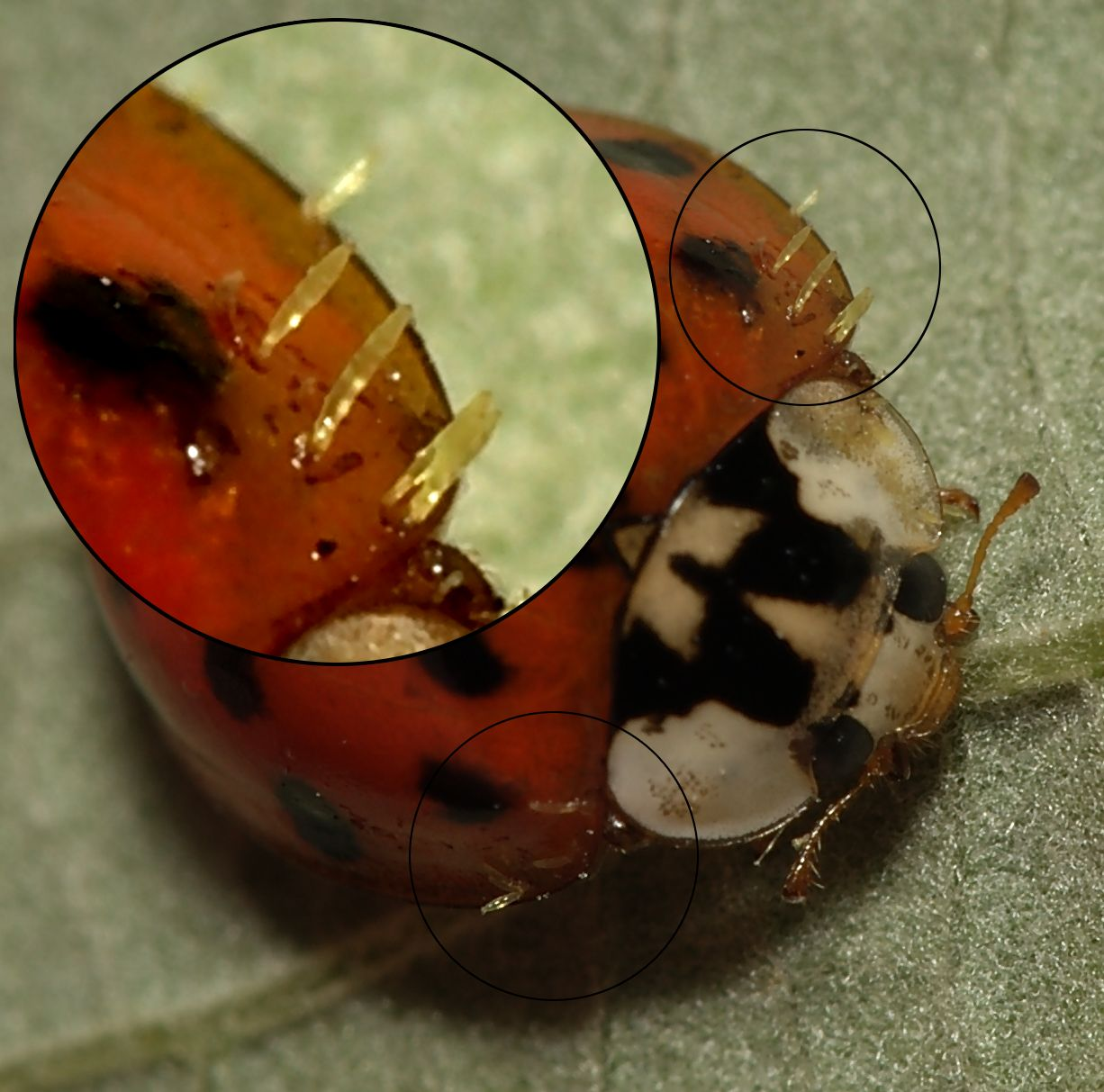
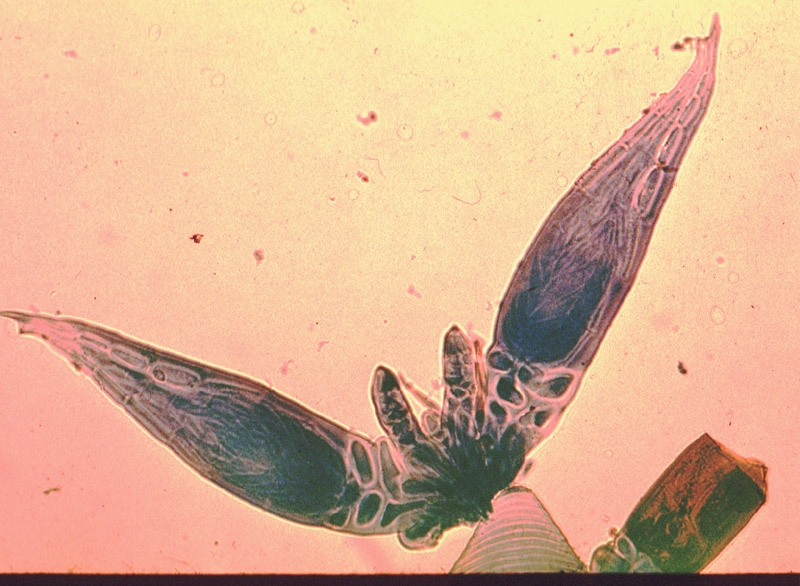
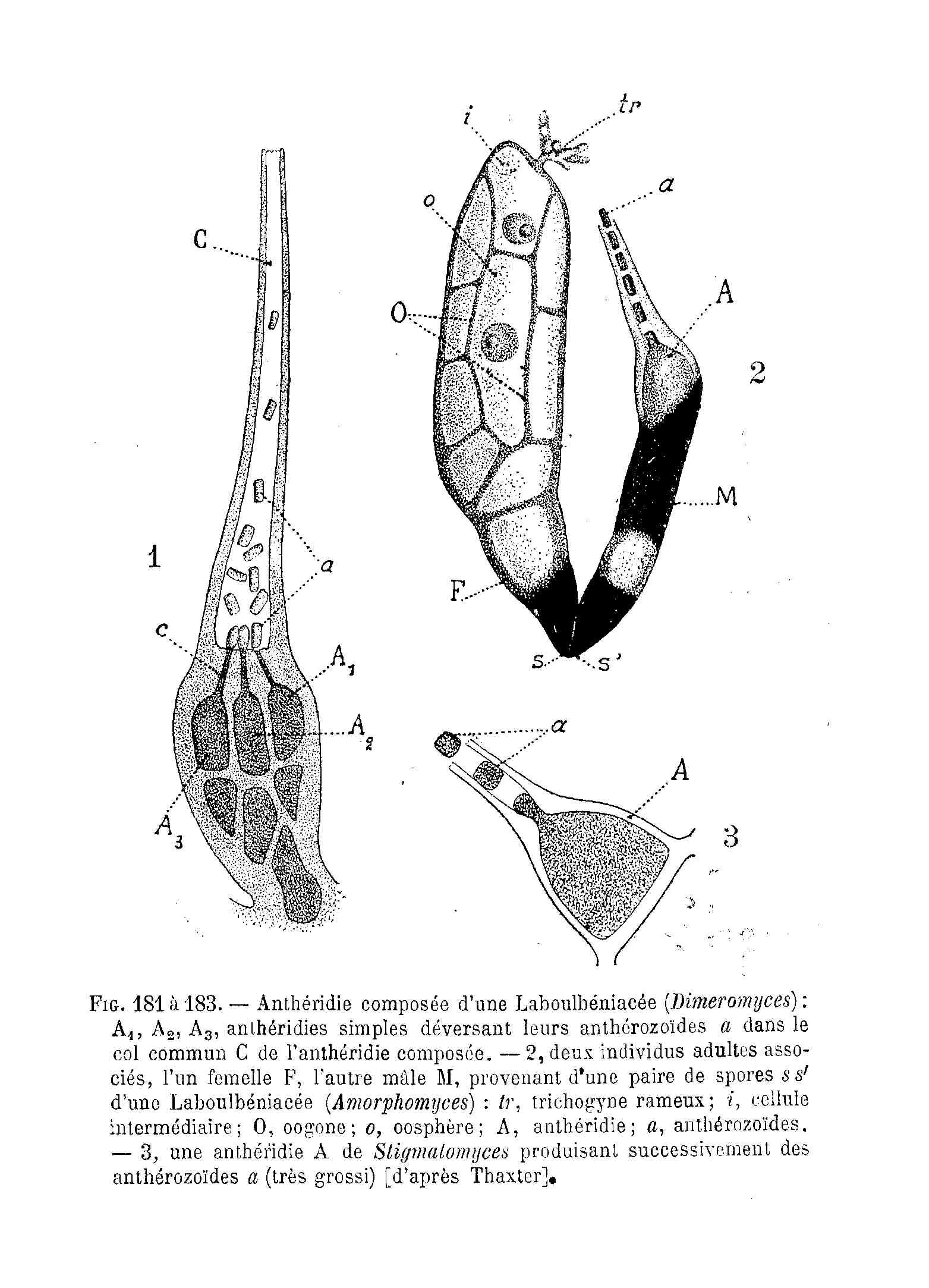
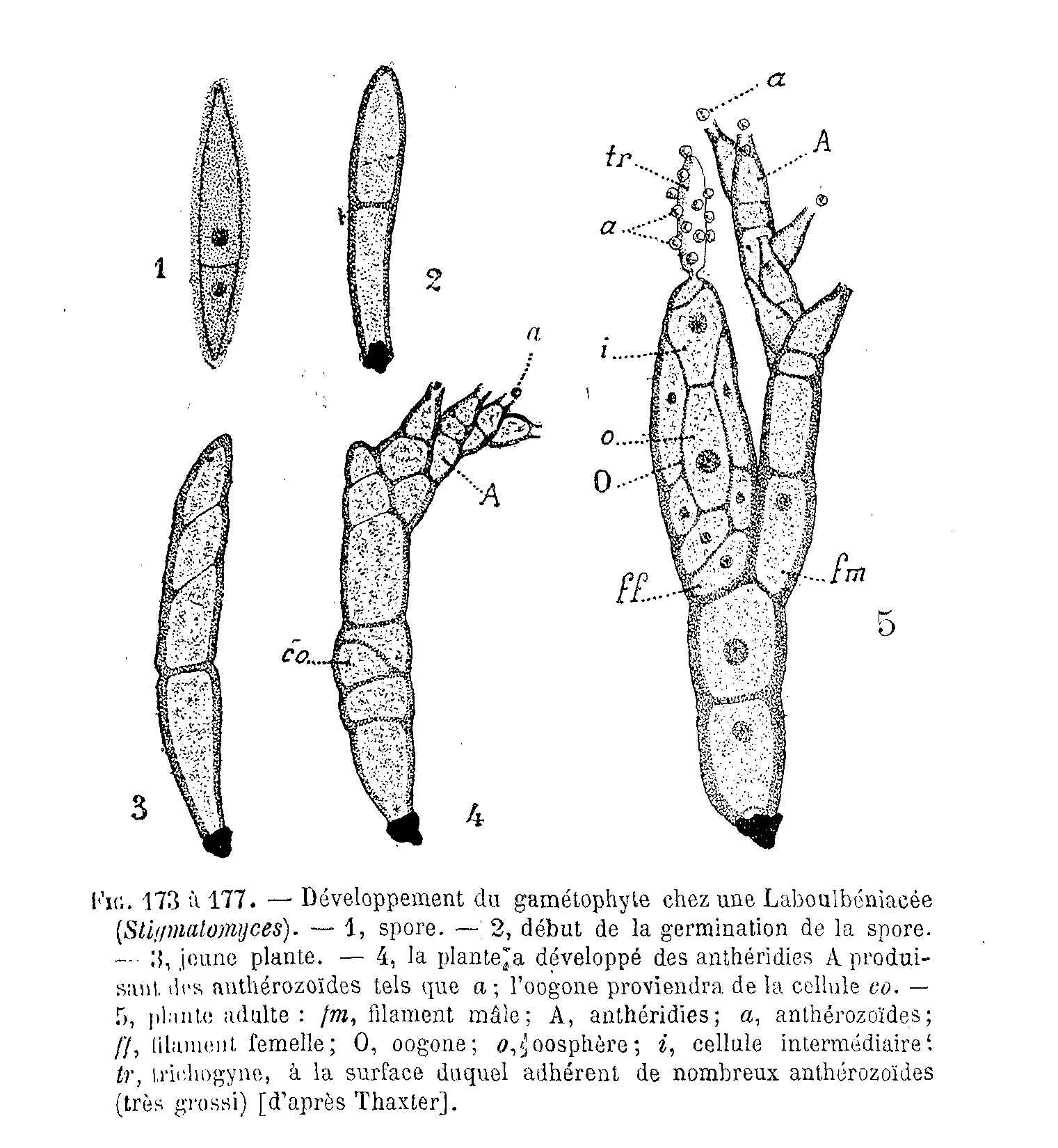
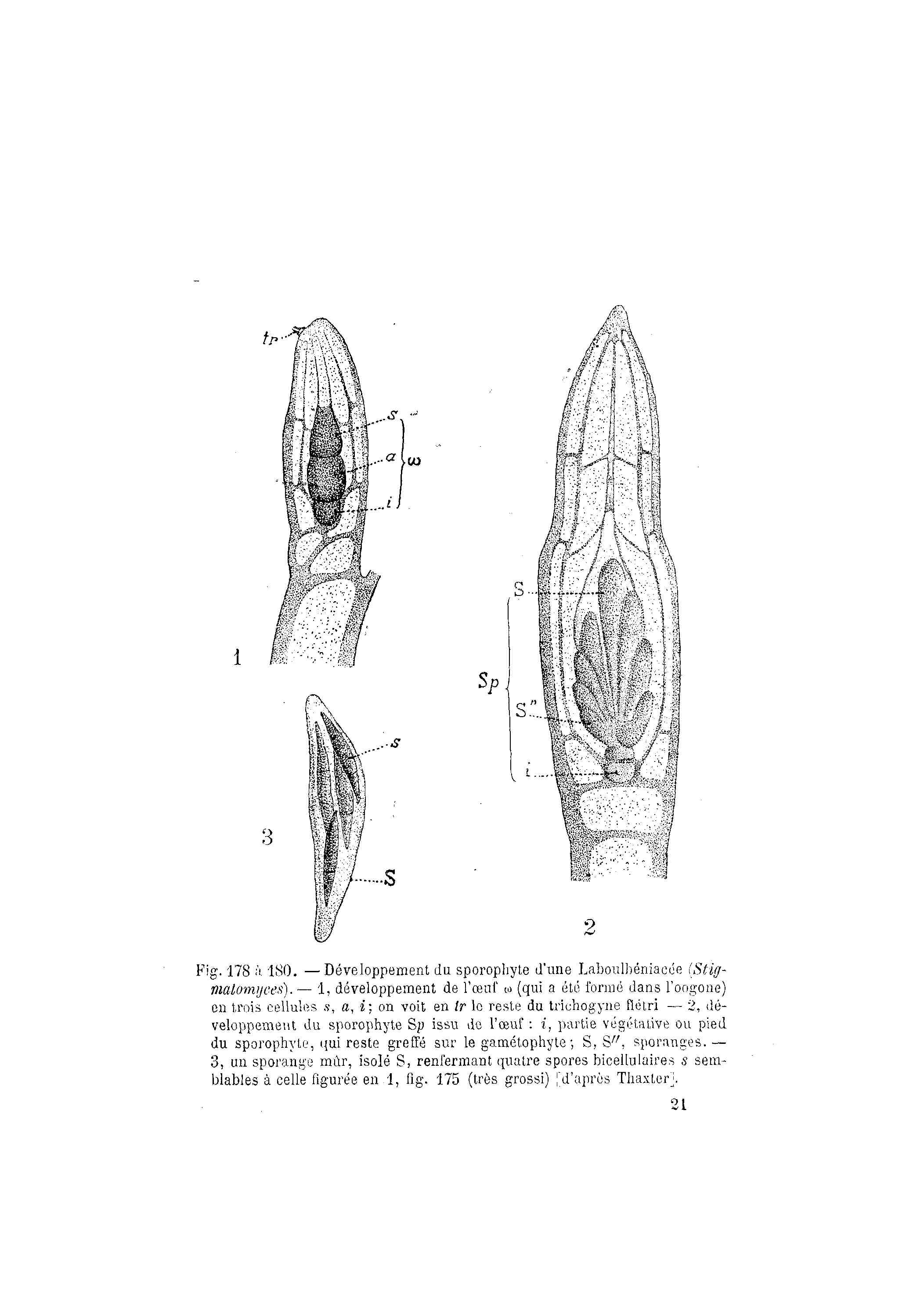
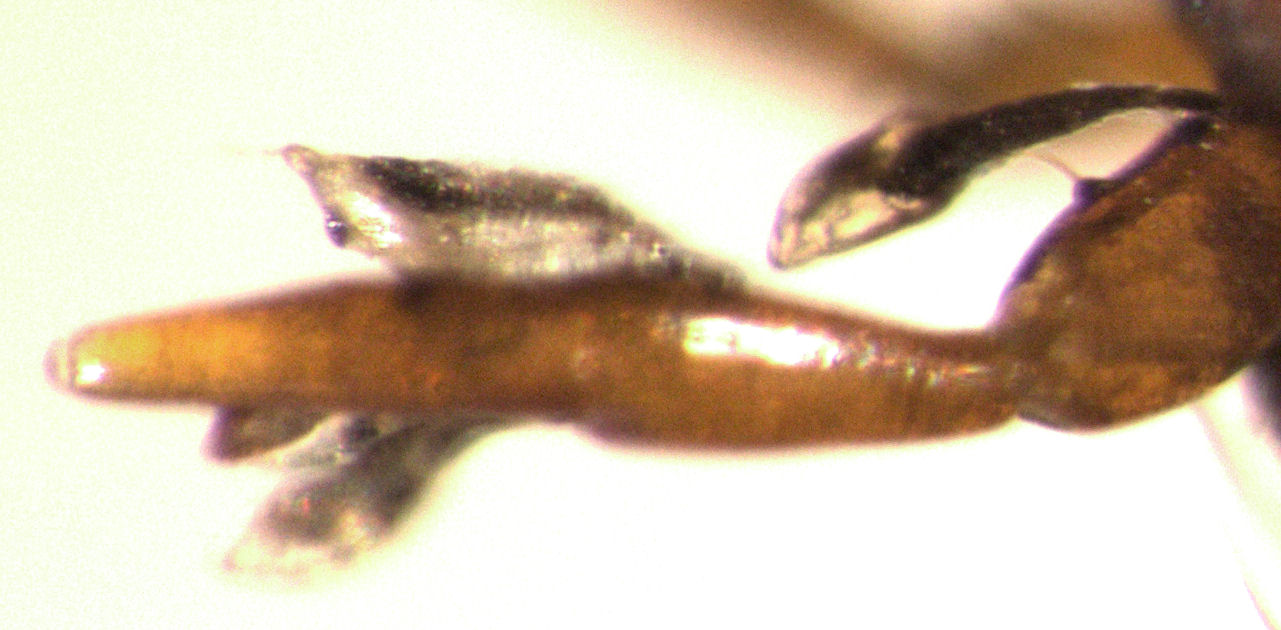